# MTB-News
MTB-News ist eine Webplattform, Online-Fachzeitschrift, Online-Community und ein virtueller Marktplatz für Mountainbikefahrer. Neben der Hauptseite betreibt MTB-News die Fachportale Rennrad-News für Rennräder, eMTB-News speziell für Elektro-Mountainbikes und Nimms-Rad für Urbane Mobilität mit dem Zweirad und ist das größte europäische Online-Portal zum Thema Mountainbike.

## Geschichte & Inhalte
MTB-News wurde 1999 von Thomas Paatz gegründet. Mit wachsender Mitgliederzahl wurden auch die Funktionen des Portals erweitert, im Jahr 2004 kam die Plattform Rennrad-News speziell für Rennradfahrer dazu. 2016 wurde das Angebot mit dem Portal eMTB-News auch für Fahrer von Elektro-Mountainbikes erweitert, 2022 kam mit dem Portal Nimms-Rad eine zusätzliche Plattform mit dem Fokus auf urbane Mobilität mit dem Zweirad, Pendeln und Lastenräder dazu.
Inzwischen arbeitet Paatz mit einem Team aus 18 Mitarbeitern, sie veröffentlichen redaktionelle Beiträge und Testberichte zu den verschiedenen Themenbereichen rund um das Mountainbikefahren wie z. B. Bikes, Zubehör oder Bekleidung. Rennen und Reiseführer sind weitere Schwerpunkte. Neben den Foto- und Videoalben und Foren, wo Nutzer miteinander diskutieren und Erfahrungsberichte austauschen können, gibt es den sog. Bikemarkt, eine Handelsplattform speziell für neue und gebrauchte Mountainbikes.
Jedes Jahr wird der World Bicycle Relief durch jährliche Spendenaktionen im Dezember unterstützt, indem MTB-News Preise aus der Industrie organisiert, die unter den Nutzern, die eine Spende abgeben, verlost werden. Im Jahr 2019 konnten so 146.500 Euro gesammelt werden. Darüber hinaus gibt es die jährlichen User Awards, wo die Nutzer des Portals in verschiedenen Kategorien die beliebtesten Produkte und Hersteller wählen.
Das Hauptportal MTB-News wird nach eigenen Angaben monatlich etwa 23.500.000 mal aufgerufen bei ca. 3.700.000 Sitzungen von etwa 1.500.000 Benutzern und hat 436.386+ registrierte Nutzer (Stand 2020). Die Finanzierung erfolgt durch Werbung von Anzeigekunden und Provisionen von gewerblichen Anbietern auf dem Marktplatz Bikemarkt des Portals.
Gehostet von MTB-News wird auch ein MTB-Forum so wie der Bikemarkt ein Marktplatz bzw. Online-Gebrauchtmarkt für Fahrräder und deren Zubehör.